# Barleria casatiana
Barleria casatiana är en akantusväxtart som beskrevs av Busc. och Muschl.. Barleria casatiana ingår i släktet Barleria och familjen akantusväxter. Inga underarter finns listade i Catalogue of Life.